# Fuori stagione
Fuori stagione è un film del 1982 diretto da Luciano Manuzzi.

## Riconoscimenti
Nel 1982 al film sono stati assegnati due David di Donatello, per il miglior regista esordiente e per il miglior produttore.